# Un elefant anomenat Vera
Un elefant anomenat Vera (títol original: Larger than Life) és una comèdia estatunidenca dirigida per Howard Franklin, estrenada l'any 1996. Ha estat doblada al català.

## Argument
Jack Corcoran s'entera un bon matí que el seu pare, que creia mort des de feia anys, acaba de morir i li ha deixat en herència 35.000 dòlars, i una elefanta anomenada Vera. No sabent què fer d'ella, intenta desfer-se'n, prometent-la un dia a Mo, la cuidadora d'un zoo que compta enviar Vera al Sri Lanka, després a Terry, propietari d'un circ. Però per col·locar el seu « gran » paquet, ha de travessar diversos Estats, passant per Kansas City, a continuació per Nou Mèxic, fins a la seva destinació final, Los Angeles. En aquesta aventura, una relació única es lliga entra Jack i Vera.

## Repartiment
- Bill Murray: Jack Corcoran
- Jeremy Piven: Walter
- Janeane Garofalo: Mo
- Pat Hingle: Vernon
- Linda Fiorentino: Terry Bonura
- Matthew McConaughey: Tip Tucker
- Keith David: Hurst
- Harve Presnell: Trowbridge Bowers
- Anita Gillette: Mamà
- Tai: Vera (l'elefanta)
- Tracey Walter: Wee St. Francis